# ディオン・ロピ
ディオン・ロピ（フランス語: Dion Lopy、2002年2月2日 - ）は、セネガル・ダカール出身のサッカー選手。ラリーガ・UDアルメリア所属。セネガル代表。ポジションはMF。

## クラブ歴
2020年にスタッド・ランスに移籍し、2021年4月4日のリーグ・アンでナタナエル・ムブクに代わって途中投入されて選手初出場を記録した。
2023年8月5日、6年契約でUDアルメリアへ移籍した。

## 代表歴
2019年5月に飛び級で2019 FIFA U-20ワールドカップに参加すると、同年8月3日に17歳でアフリカネイションズチャンピオンシップ2020予選のリベリア代表戦に出場し、A代表初出場を飾った。その後同年10月に2019 FIFA U-17ワールドカップに参加した。